# Dalixia Fernández
Dalixia Fernández Grasset (ur. 26 listopada 1977 w Guantánamo) – kubańska siatkarka plażowa. 
W 2003 r. w Santo Domingo na Dominikanie zdobyła złoty medal w turnieju siatkówki plażowej na Igrzyskach Panamerykańskich grając z Tamarą Larreą. Trzykrotnie uczestniczyła na Igrzyskach Olimpijskich w 2000, 2004 oraz 2008 roku. Za każdym razem na Igrzyskach zajmowała 9. miejsce. 